# 한정초등학교
한정초등학교는 대한민국 충청남도 당진시 신평면 한정리에 있는 공립 초등학교이다.

## 학교 연혁
- 1950년 4월 1일 신평국민학교 한정분교장 설립인가
- 1952년 4월 1일 한정국민학교로 승격인가
- 1982년 1월 29일 병설유치원 설립인가
- 1992년 3월 1일 행담분교장 폐지
- 1996년 3월 1일 한정초등학교 명칭 개칭
- 2006년 3월 1일 도 지정 시범학교 운영(방과후학교)
- 2010년 3월 1일 한정초등학교 7학급 인가
- 2017년 2월 10일 제63회 졸업식(총 5,535명)
- 2017년 3월 1일 초등학교 7학급, 병설유치원 1학급 편성

## 참고 자료
- 한정초등학교 - 한국교육학술정보원 학교알리미